# Edie
Edie – brytyjski film dramatyczny z 2017 roku w reżyserii Simona Huntera, z Sheilą Hancock i Kevinem Guthrie w rolach głównych.
Zdjęcia realizowano w szkockim Highlands.

## Premiera
Film miał swoją światową premierę podczas Międzynarodowego Festiwalu Filmowego w Edinburghu 26 czerwca 2017 roku. Do sal kinowych w Wielkiej Brytanii obraz trafił 25 maja 2018 roku.

## Fabuła
Akcja filmu rozgrywa się w Szkocji w czasach współczesnych. Mająca osiemdziesiąt lat Edie wyrusza na podbój góry z dzieciństwa – Suilven w Szkocji. Podczas wyprawy zaprzyjaźnia się z miejscowym przewodnikiem Jonnym.

## Obsada
W filmie wystąpili m.in.:
- Sheila Hancock jako Edie
- Kevin Guthrie jako Jonny
- Paul Brannigan jako McLaughlin
- Amy Manson jako Fiona
- Wendy Morgan jako Nancy
- Christopher Dunne jako właściciel kawiarni

## Nominacje i nagrody (wybrane)
- Międzynarodowy Festiwal Filmowy w Berkshire 2018
  - wygrana: Jury Award (Narrative Feature) – Simon Hunter[4]
- Międzynarodowy Festiwal Filmowy w Cleveland 2018
  - wygrana: International Narrative Competition – Simon Hunter[4]
- Międzynarodowy Festiwal Filmowy w Edinburghu 2017
  - nominacja: Audience Award – Simon Hunter[4]